# RC Vilalbés
RC Vilalbés is een Spaanse voetbalclub uit Vilalba die uitkomt in de Segunda Federación Grupo 1. De club werd in 1931 opgericht en speelt haar thuiswedstrijden in Estadio Municipal a Magdalena.
Alondras CF ·
CD Areintero ·
Arosa SC·
UD Atios ·
CSD Arzúa ·
CD As Pontes ·
CD Barco ·
Bergantiños CF ·
CD Choco ·
CD Estradense ·
Deportivo Fabril ·
SD Fisterra ·
Ourense CF ·
UD Ourense ·
UD Paiosaco ·
Polvorín FC ·
CD Pontellas ·
Rápido Bouzas ·
CD Ribadumia ·
Silva SD ·
UD Somozas ·
RC Vilalbés ·
AE Vista Alegre CF · 
Viveiro CF